# Se quiere venir
Se quiere venir es un sencillo publicado por el grupo granadino Los Planetas el 27 de mayo de 2022 en formato digital y en vinilo de 7 pulgadas. Es el cuarto single del álbum Las canciones del agua (El Ejército Rojo, 2022).
Según la nota promocional "Los Planetas sitúan las dos canciones que conforman este single en un plano idéntico, evitando deliberadamente la denominación cara A o cara B. En un ejercicio de heterodoxia igualan rocanrol clásico y trap, llegando a los cero por el camino del shoegaze y a Khaled por el del pop electrónico".
En una de las caras se recoge Se quiere venir, una versión del tema del mismo título del trapero granadino Khaled, con producción de Paul Marmota, incluida en la mixtape La tentación del bloque (La Bendición, 2020). Jota dice "yo no tenía conocimiento de ellos. Los descubrí en YouTube, cuando empezaron a colgar sus cosas. Creo que es una escena muy interesante. Hemos hecho Se quiere venir con un ritmo diferente a la original. Hay algunos cambios ligeros, para darle un tono más personal”.
La otra cara es otra versión y de otro grupo granadino: La torre de la vela de 091 (editada en el tercer álbum de la banda Debajo de las piedras (Zafiro, 1988). Se grabó para ser incluida en el bloque granadino de Las canciones del agua, aunque finalmente no se incluye en el álbum porque "no cabía en el vinilo". La adaptación también aparece en el recopilatorio El ombligo del mundo (2022, disco a favor de la Fundación Escuela de Solidaridad, en el que grupos de Granada hacen versiones de otros grupos de la misma ciudad).

## Lista de canciones
1. Se quiere venir 03:02
2. La torre de la vela 05:12

## Créditos
Música y letra 1: Jalid Rodríguez Saoud y Cristian Tapia Faria. Música y letra 2: José Ignacio García Lapido.
La portada es obra de Javier Aramburu y homenajea la del álbum de debut de Veneno.

## Videoclip
Gastón Olmos, Catalina Croci, Facundo Barrionuevo y Miranda Correa Perkins realizan el vídeo de Se quiere venir, protagonizado por Mora Sánchez Viamonte (107 Faunos), Juan Pablo Bava (107 Faunos) y Juan Rux (Festín Mutante).